# Przymiłów
Przymiłów – wieś w Polsce położona w województwie łódzkim, w powiecie łaskim, w gminie Sędziejowice.
| SIMC    | Nazwa  | Rodzaj    |
| ------- | ------ | --------- |
| 0712373 | Bugaj  | część wsi |
| 0712380 | Kąty   | część wsi |
| 0712396 | Strugi | część wsi |

W latach 1975–1998 miejscowość administracyjnie należała do województwa sieradzkiego.